# Парламентские выборы в Италии (1904)
Всеобщие парламентские выборы 1904 года прошли 6 (первый тур) и 13 ноября (второй тур). На них были выбраны 508 членов Палаты депутатов Королевства Италия. Победителем выборов стала правящая либеральная партия «Левая», представлявшая итальянскую буржуазию, получив почти 67 % мест в парламенте. Впервые второй партией Италии по количеству голосов стали социалисты, хотя по количеству мандатов второй партией парламента по прежнему оставались правые, а третьими были как и раньше радикалы.
Активность избирателей по сравнению с предыдущими выборами повысилась, впервые с 1895 года. В голосовании приняли участие 1 593 886 человек из 2 541 327 имевших право голоса (население Италии на тот момент превышало 33 млн), таким образом явка составила 62,72 %. На увеличении явки могло повлиять то что впервые в выборах приняли участие как организованная сила католики.

## Результаты выборов
| Партия                            | Оригинальное название               | Голоса    | %     | Места | Изменения |
| --------------------------------- | ----------------------------------- | --------- | ----- | ----- | --------- |
| «Левая»                           | итал. Sinistra                      | 777 345   | 50,90 | 339   | ▲43       |
| Социалисты                        | итал. Partito Socialista Italiano   | 326 016   | 21,35 | 29    | ▼4        |
| «Правая»                          | итал. Destra                        | 212 584   | 13,92 | 76    | ▼40       |
| Радикалы                          | итал. Partito Radicale Italiano     | 128 002   | 8,38  | 37    | ▲3        |
| Республиканцы                     | итал. Partito Repubblicano Italiano | 75 225    | 4,93  | 24    | ▼5        |
| Католики                          |                                     | 8 008     | 0,52  | 3     | новая     |
| Недействительные голоса           |                                     | 66 706    | –     | –     |           |
| Всего                             |                                     | 1 593 886 | 100   | 508   |           |
| Зарегистрировано избирателей/Явка |                                     | 2 541 327 | 62,72 |       | ▲4,44     |